# Austroslawismus
Austroslawismus bezeichnete eine politische Richtung der Slawen (besonders der Tschechen) in Österreich-Ungarn in der zweiten Hälfte des 19. Jahrhunderts im Anschluss an die slawophile Rückbesinnung und der ersten Phase der tschechischen Nationalbewegung. Sie strebte die Umformung der österreichisch-ungarischen Doppelmonarchie in einen trialistischen (d. h. aus drei Teilen bestehenden) Staat an. Hauptvertreter waren die Alttschechen František Palacký und František Ladislav Rieger, aber auch österreichische sozialdemokratische Theoretiker wie Otto Bauer, Viktor Adler oder der polnische Nationalaktivist Paweł Stalmach. Um 1890 lösten die politischen Ideen der radikalen Jungtschechen den Austroslawismus ab.

Die slawische Volkszugehörigkeit in der österreichisch-ungarischen Monarchie

Nicht nur der Trialismus, sondern eine weitergehende Föderalisierung und Demokratisierung Österreich-Ungarns stand zur Debatte. Es ging dabei um die Beibehaltung der Monarchie, in der jedoch den Nationalitäten eine Autonomie eingeräumt würde. Mit dem österreichisch-ungarischen Ausgleich 1867 und dem ungarisch-kroatischen Pendant 1868/1873 – in dem jedoch keine so weitgehenden Konzessionen gemacht wurden – ist die Demokratisierung im Sinne einer föderalen Gliederung Österreich-Ungarns stecken geblieben. Zudem betrieb die Ungarische Reichshälfte nach 1867 eine restriktive Nationalitätenpolitik (Magyarisierung), deren Ziel die Bildung eines einheitlich magyarischen Nationalstaates nach westeuropäischem Vorbild war.
Als ein Pionier des Austroslawismus gilt der slowenische Slawist Jernej Kopitar (1780–1844). Er versammelte im frühen 19. Jahrhundert ein weitläufiges Netzwerk, besonders südslawischer Gelehrter, um sich, sammelte slawische Altertümer und betätigte sich als Mitbegründer der Slawistik, um das Ansehen des Slawentums im Rahmen der Habsburgermonarchie im Sinne eines kulturellen Nationalismus zu heben.